# San Benito (Ayora)
San Benito es una localidad española que forma parte del municipio de Ayora, en la provincia de Valencia, Comunidad Valenciana.

## Demografía
Evolución de la población
| Gráfica de evolución demográfica de San Benito entre 2000 y 2018   |
|                                                                    |
| Población de derecho (2000-2018) según el padrón municipal del INE |